# Parco nazionale di Ta' Qali
Il parco nazionale di Ta' Qali [(MT)  park nazzjonali Ta' Qali, (EN)  Ta' Qali national park] è un'area naturale protetta maltese situata a Ta' Qali, zona del consiglio locale di Attard. Ospita un teatro e un parco avventura costruito dalla Bank of Valletta.

## Storia
Nell'area dove oggi c'è il parco nazionale fino al 1918 c'era l'ippodromo di Marsa, che poi venne demolito dalla Royal Air Force per costruire l'aerodromo di Ta' Qali, che durante la seconda guerra mondiale venne utilizzato per i bombardamenti nell'Italia meridionale e in Africa. Dal 1º aprile 1945 ospitò la Fleet Air Arm, nel 1963 passò al governo maltese e nel 1968 venne definitivamente demolito.

## Flora
La flora è costituita da gelsomino azzurro, prugna del Natal, fiammola, gerani, limonio, Bocca di Leone, celosia, amaranto, gonfrena, calendola, violacciocca rossa, pino domestico, ginepro articolato, carrubo, olivo, pino d'Aleppo, cipresso mediterraneo, pino dell'isola Norfolk, cipresso dell'Arizona, alloro, leccio, corbezzolo, agnocasto, tamerice maggiore, viburno tino, giuggiolo, bagolaro, albero di Giuda, palma nana, ginestra odorosa, lagunaria, Erythrina variegata, fico del caucciù, pepe rosa, jacaranda, Tecoma capensis, Justicia spicigera, Dodonea viscosa, wutong, Parkinsonia aculeata, palma californiana, palma messicana, Malvaviscus arboreus mexicanus, palma nana e Ceiba speciosa.

## Fauna
Gli uccelli presenti sono l'occhiocotto, la passera sarda, il beccamoschino, tortora dal collare, il pigliamosche comune, la calandrella, il pettirosso, lo stiaccino, la ballerina bianca, lo storno comune, il regolo comune, il fiorrancino, la capinera, l'upupa, l'averla capirossa e la nitticora.
Inoltre sono presenti rettili come il geco, il biacco, la lucertola maltese, il camaleonte mediterraneo, tra i mammiferi si segnalano il mustiolo, il riccio algerino e la donnola.

## Galleria d'immagini

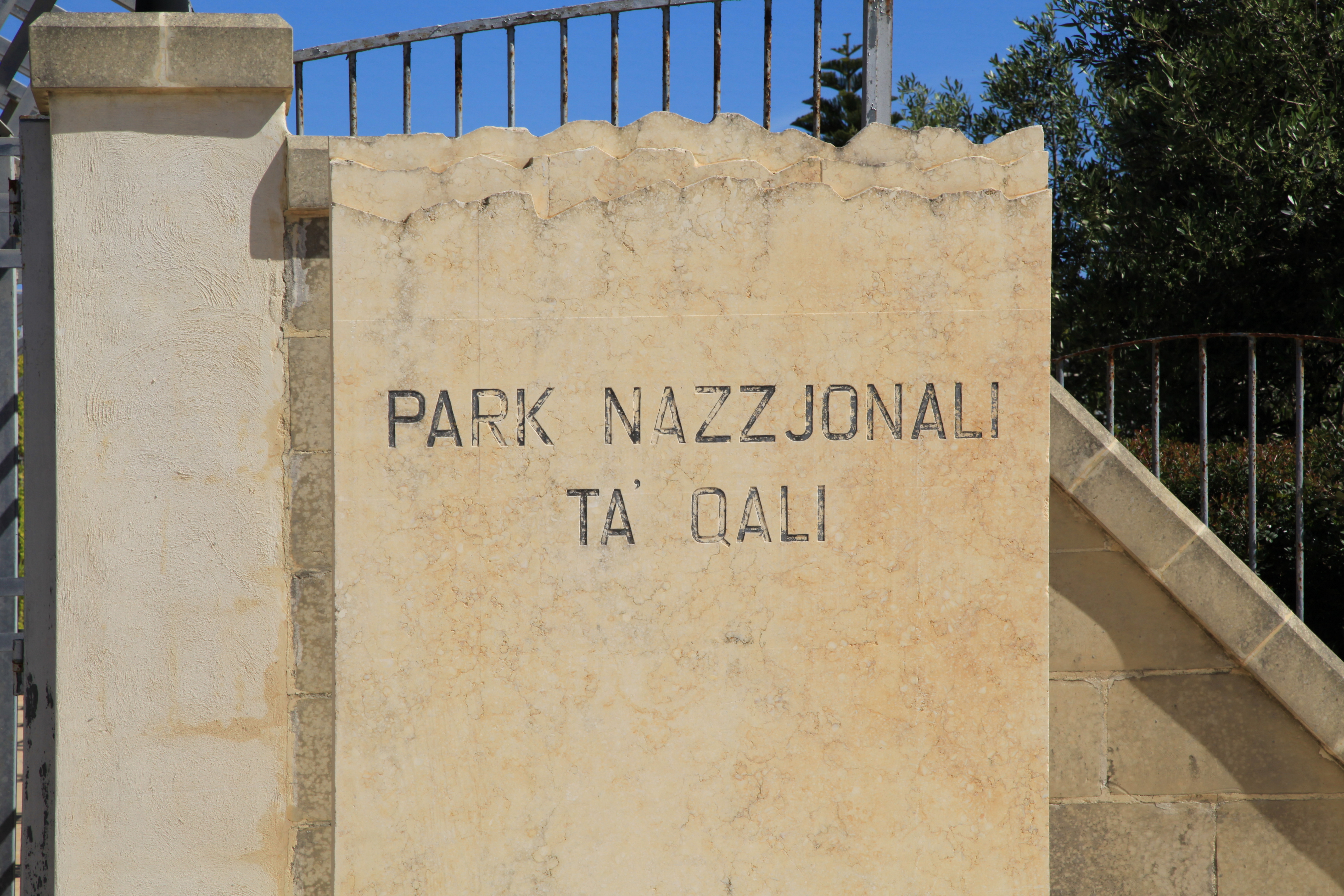
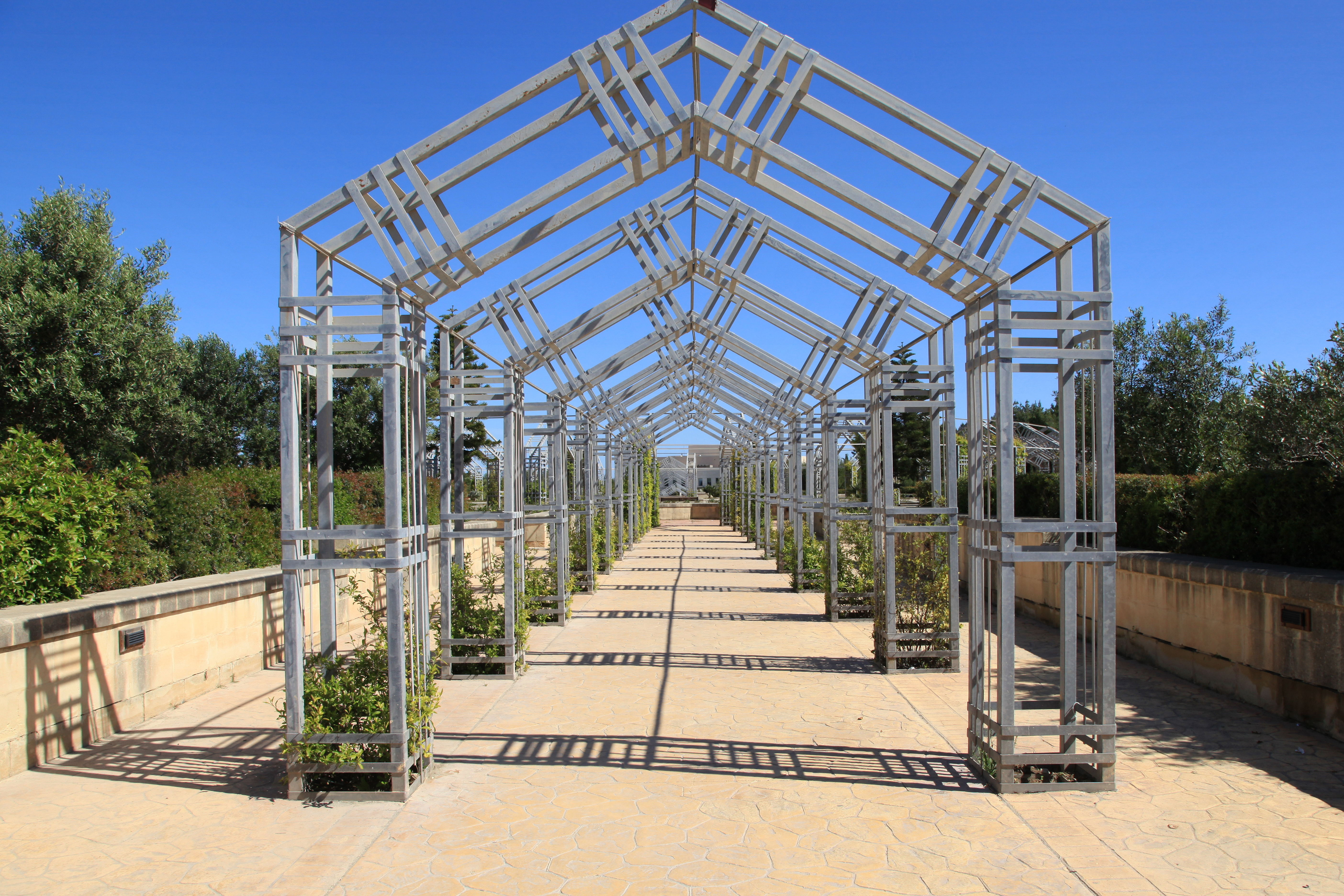
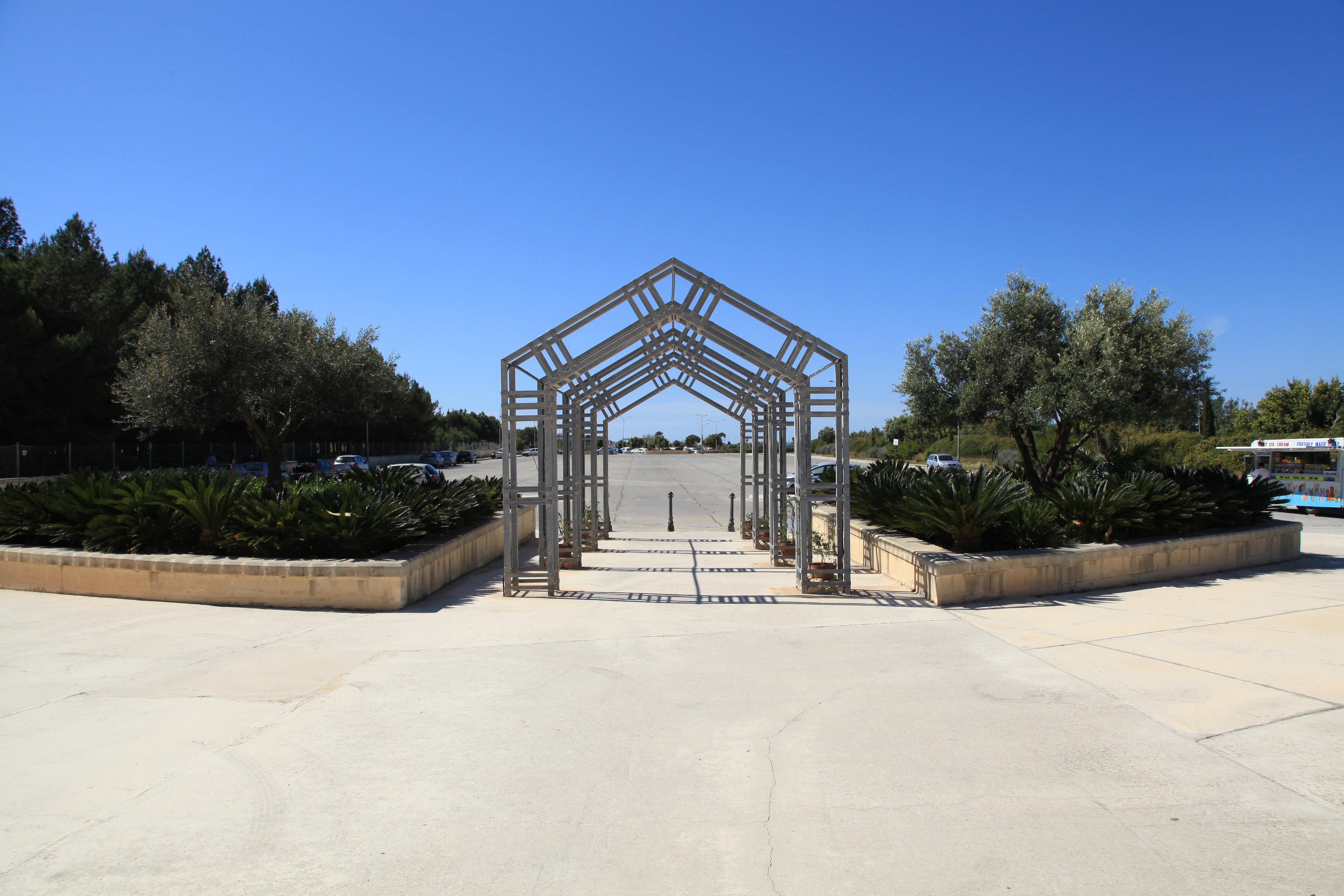
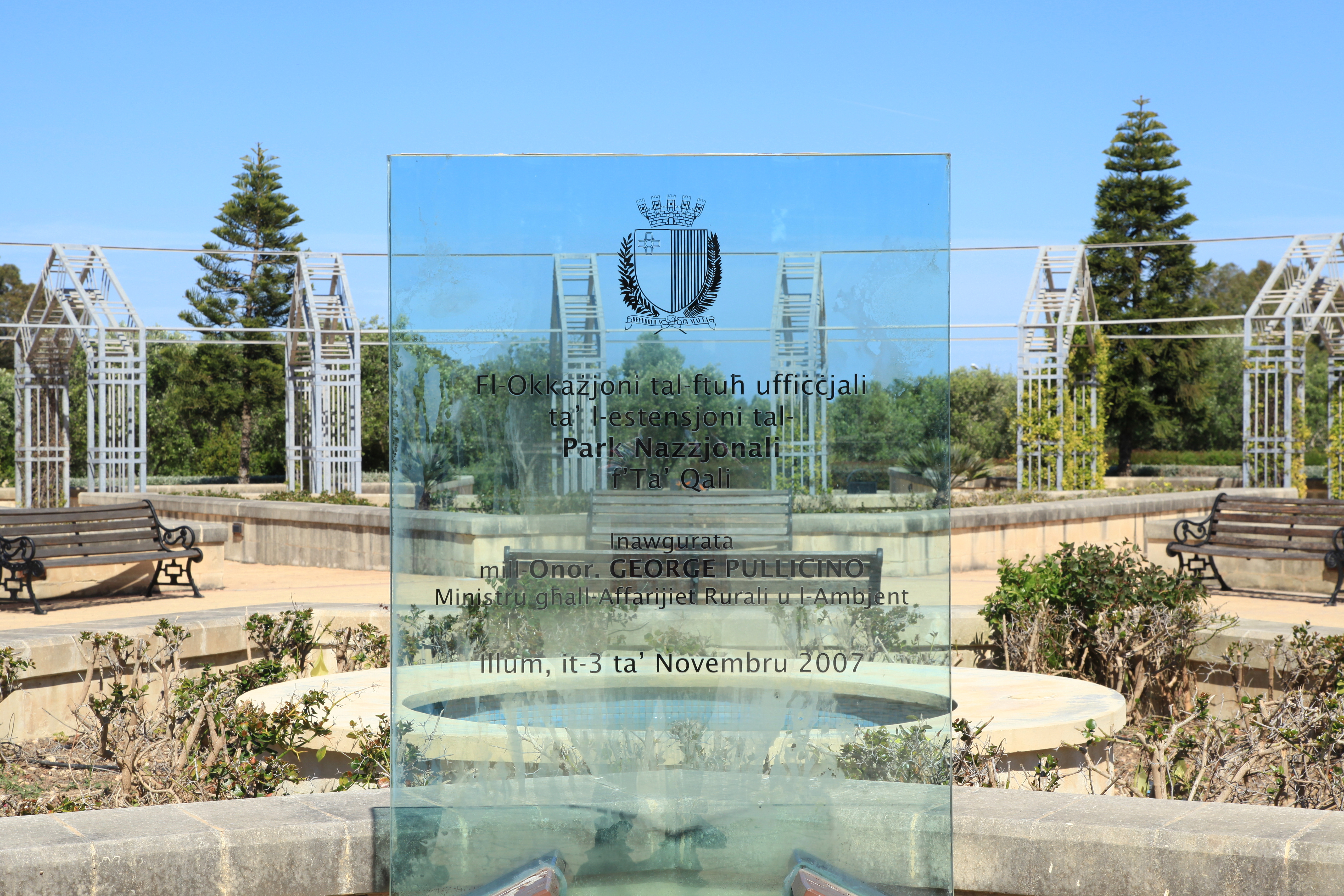
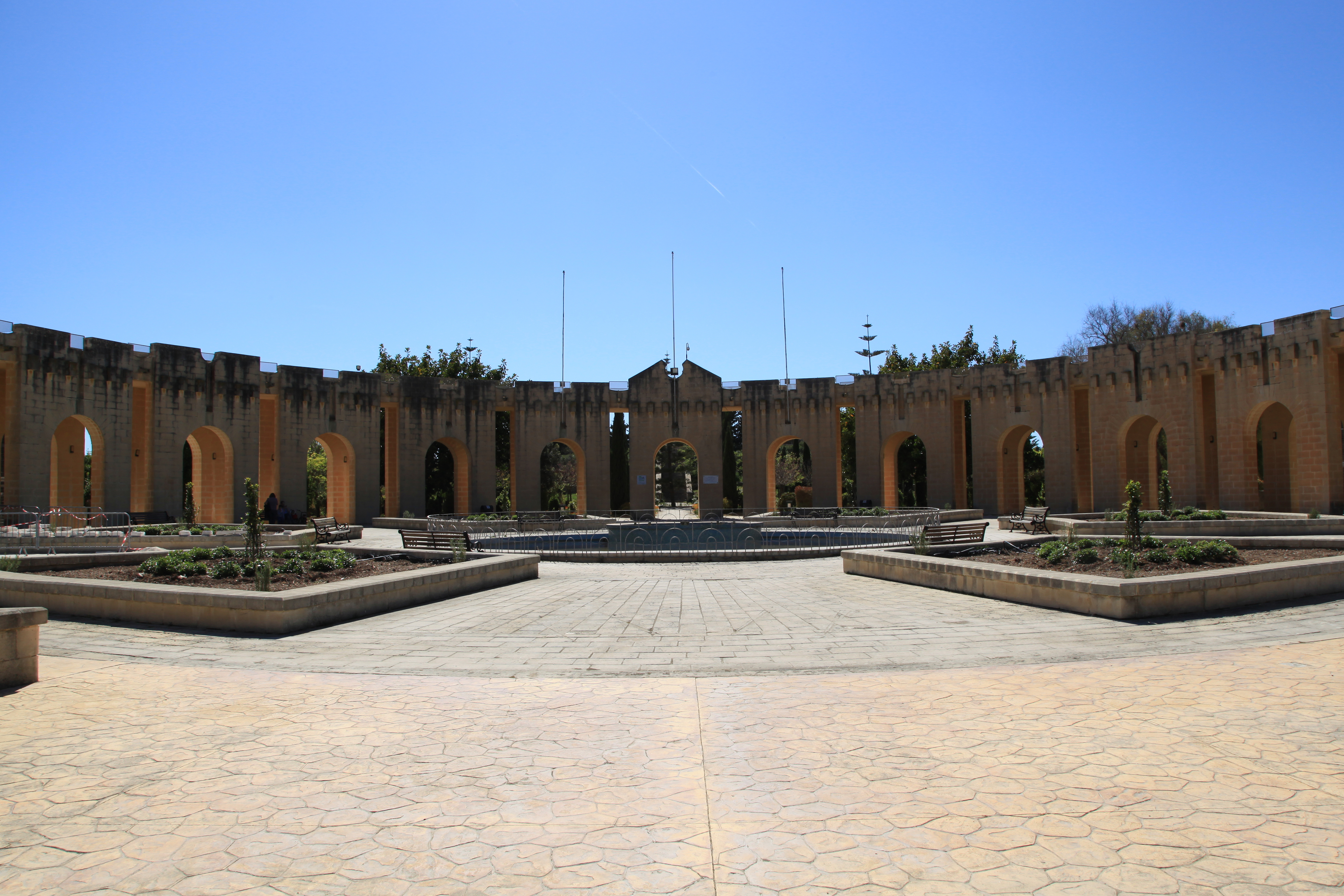
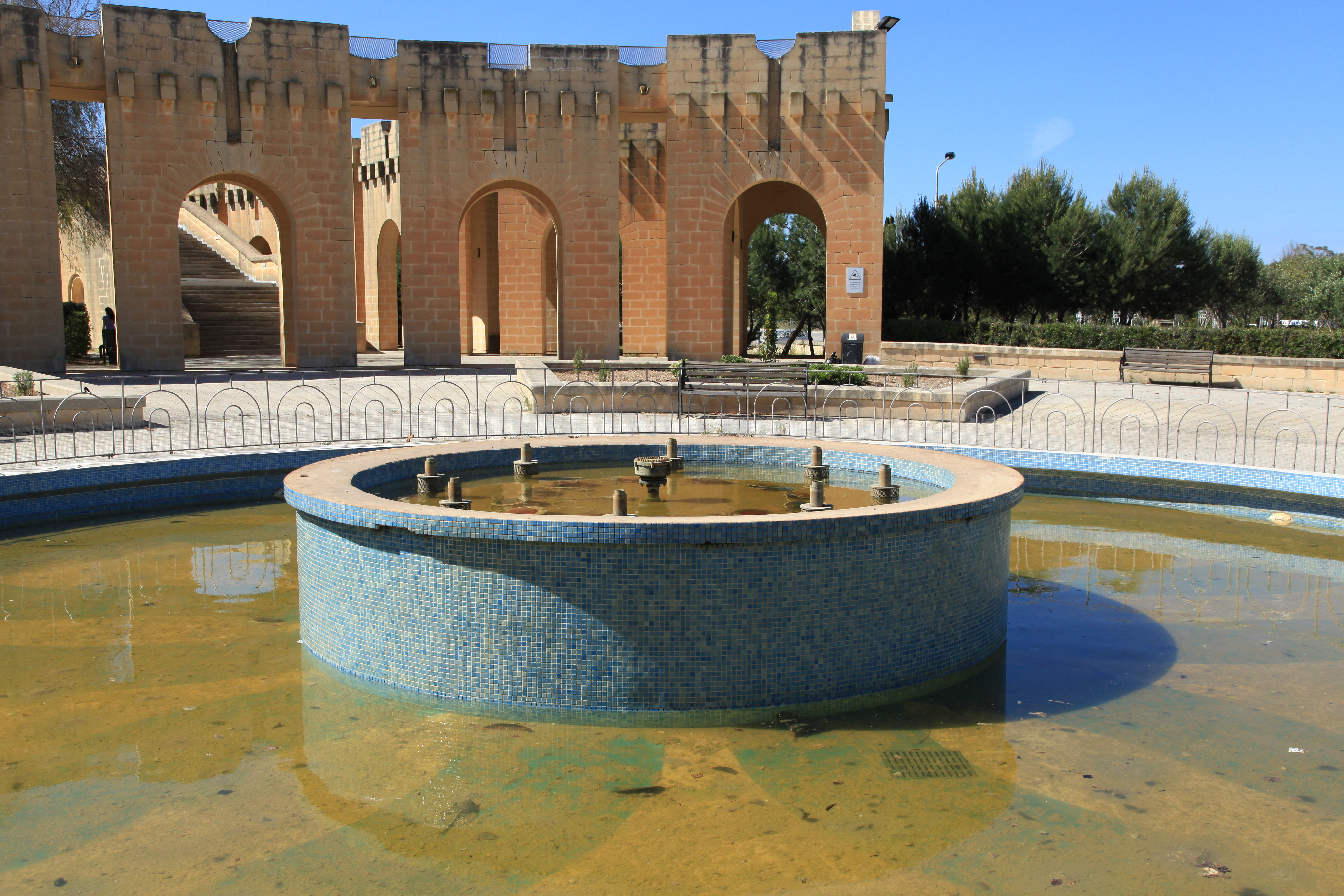
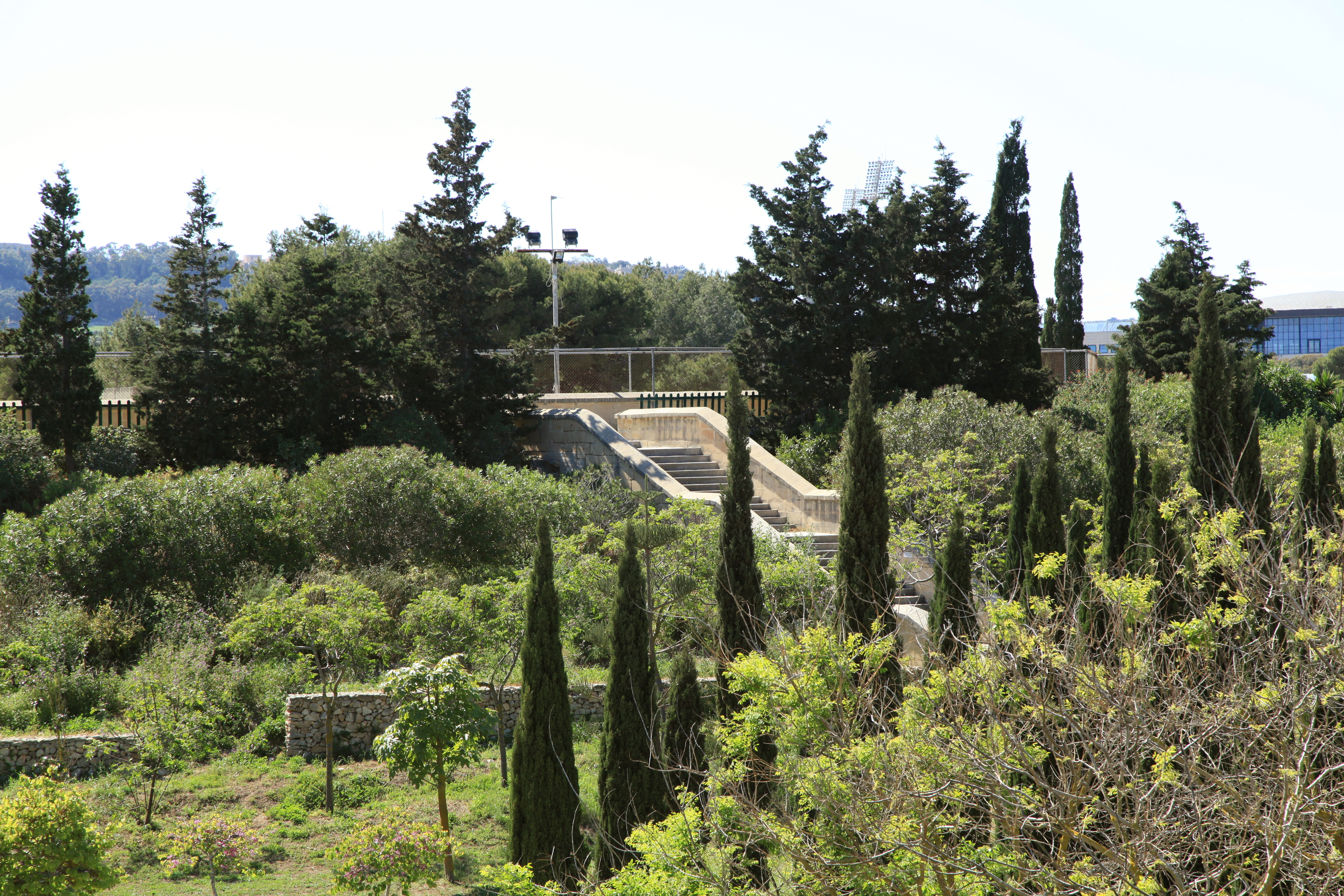
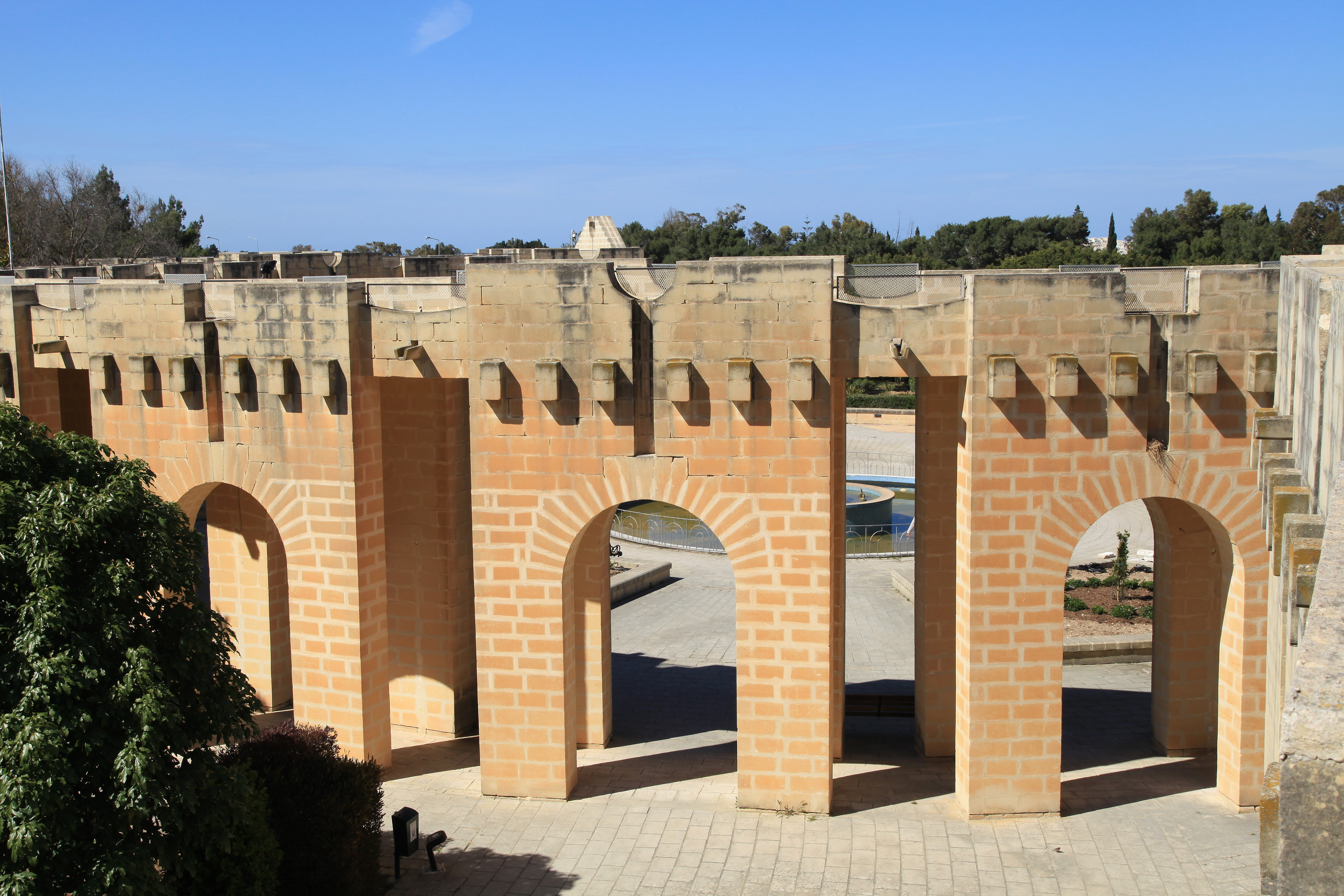
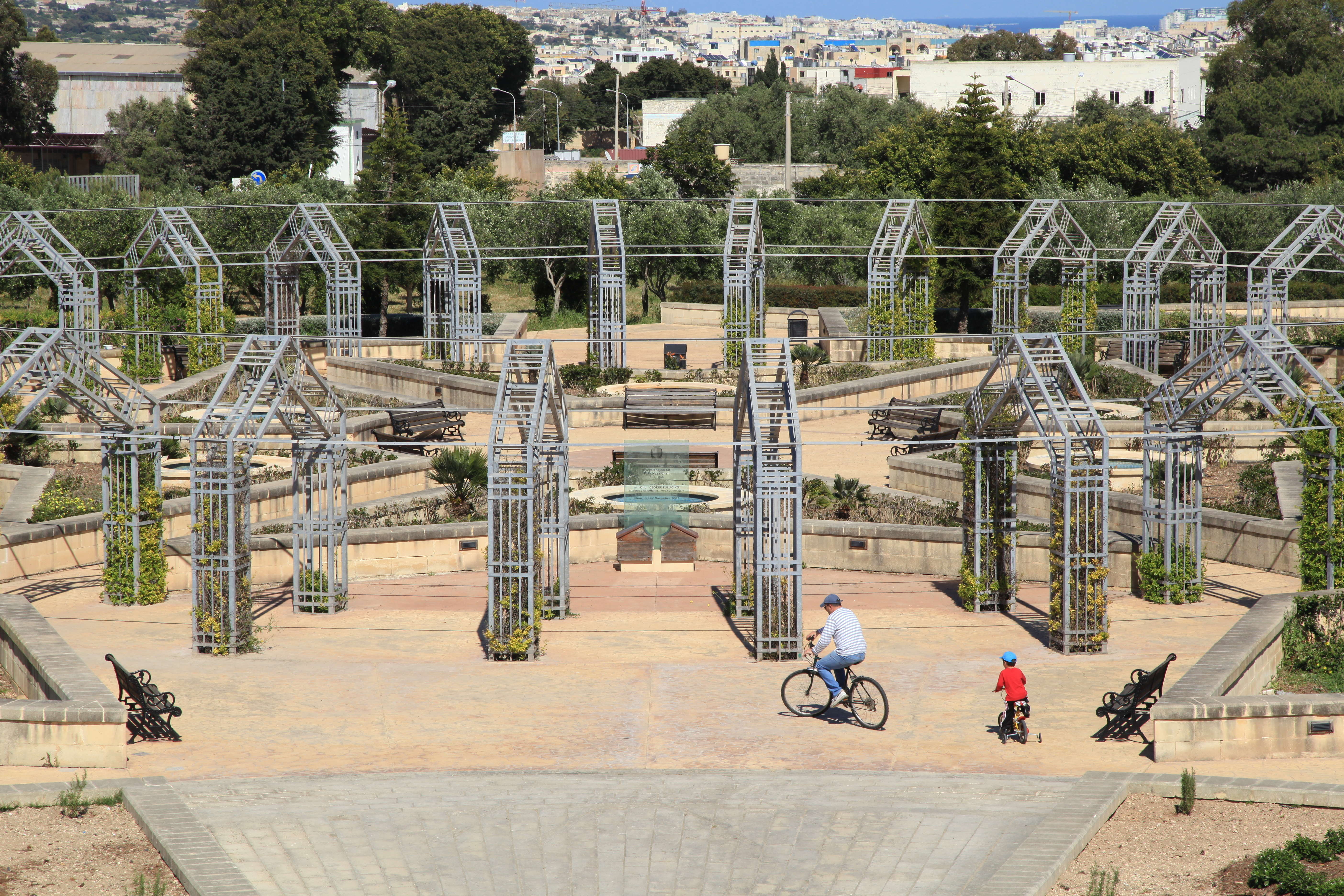
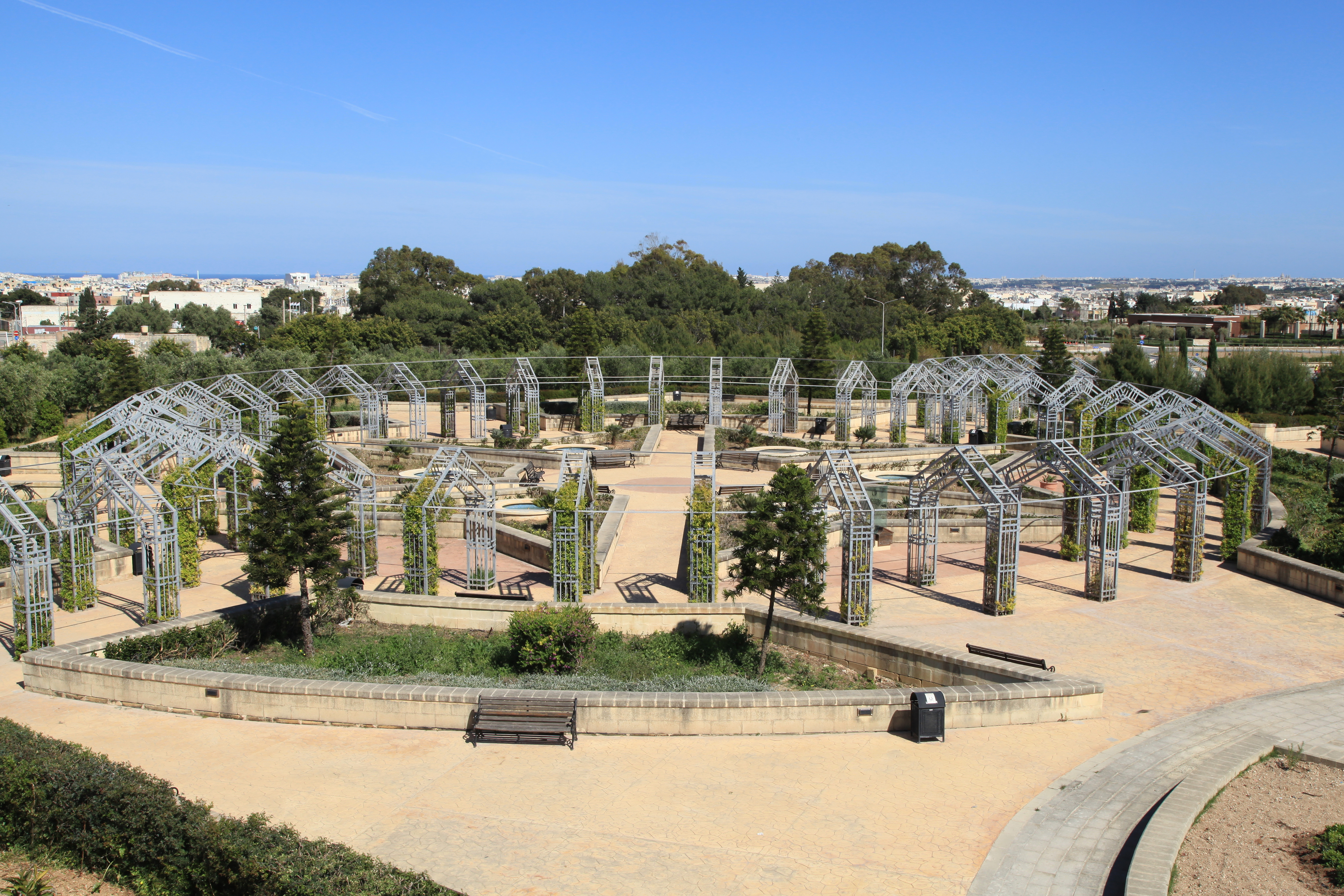
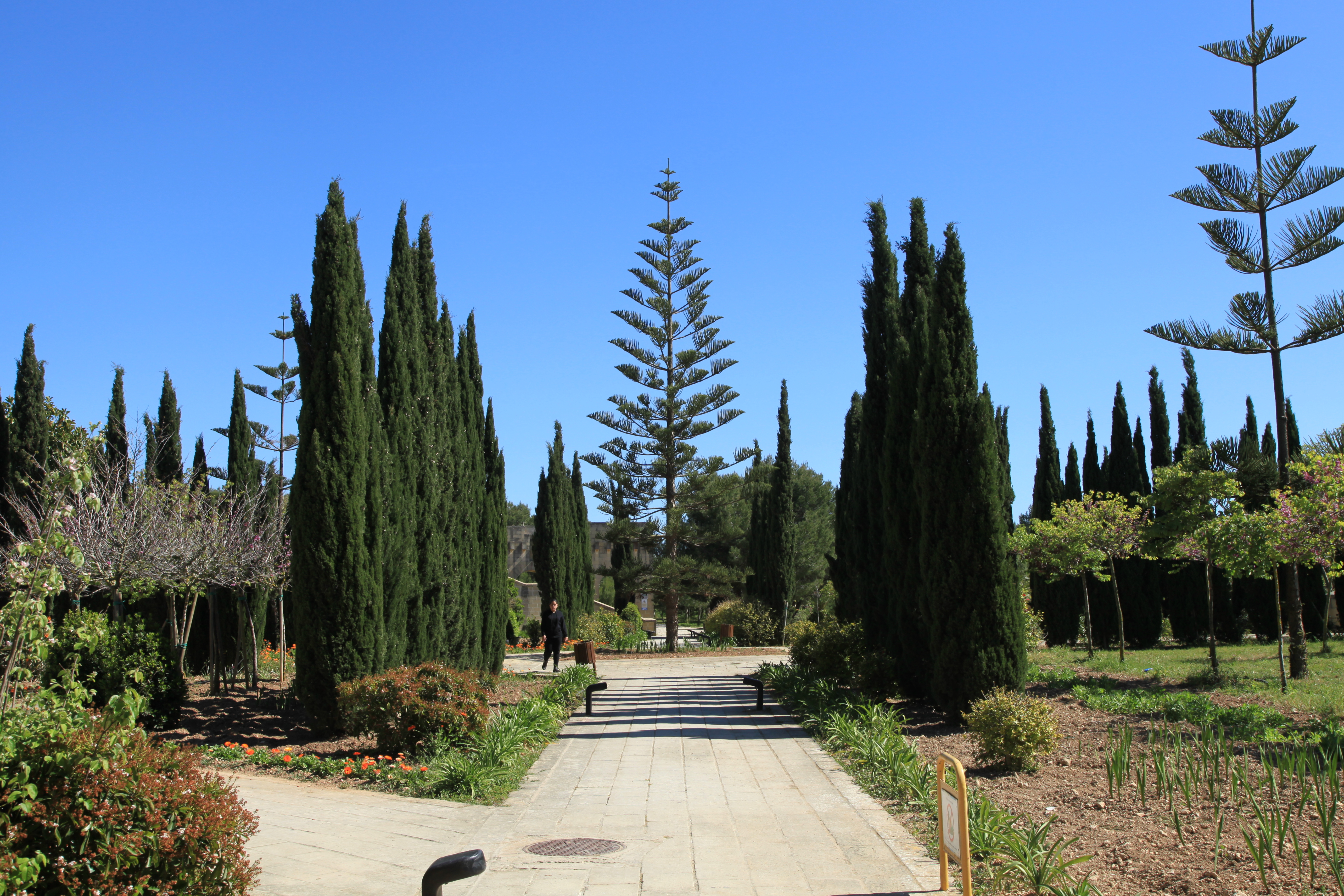
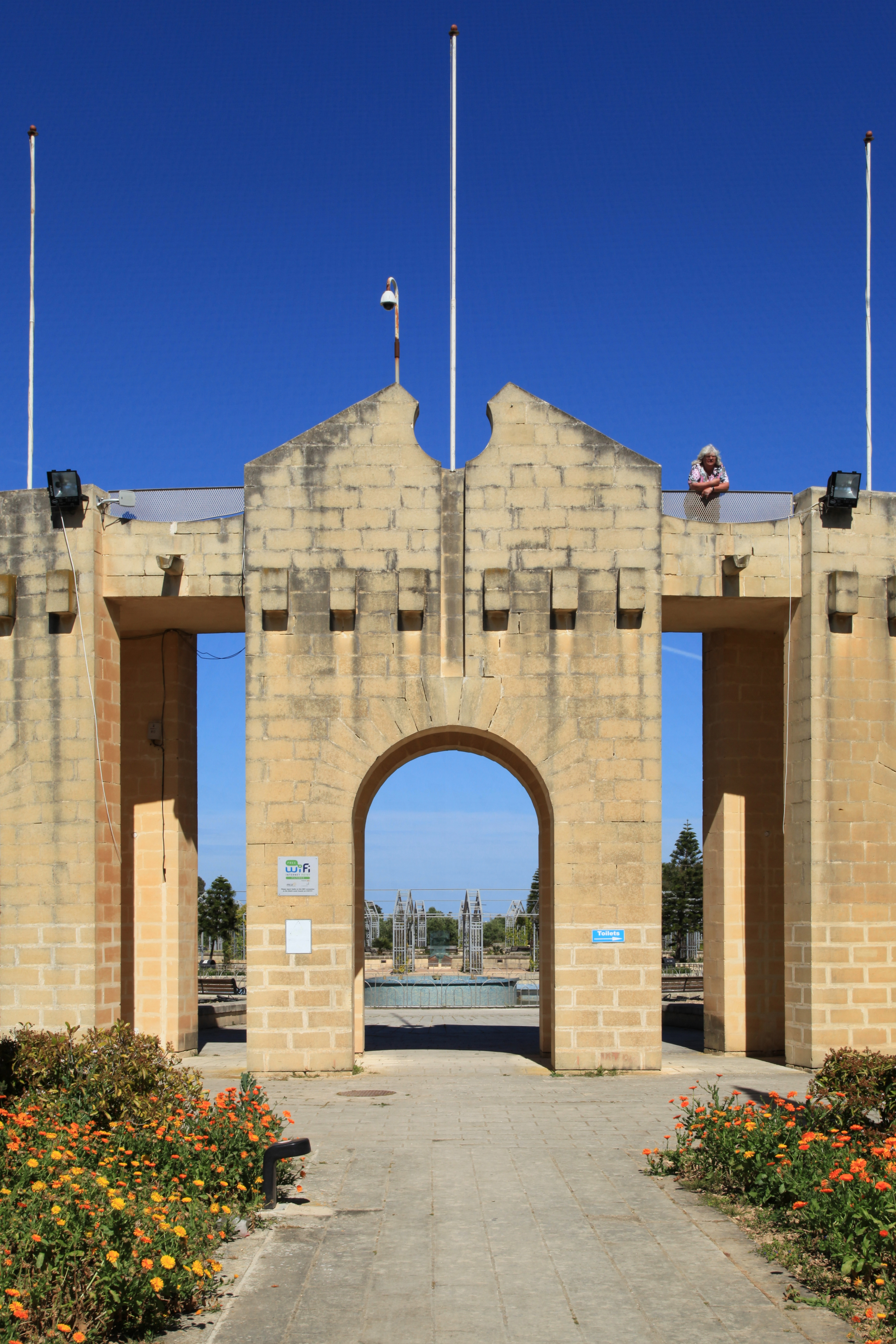
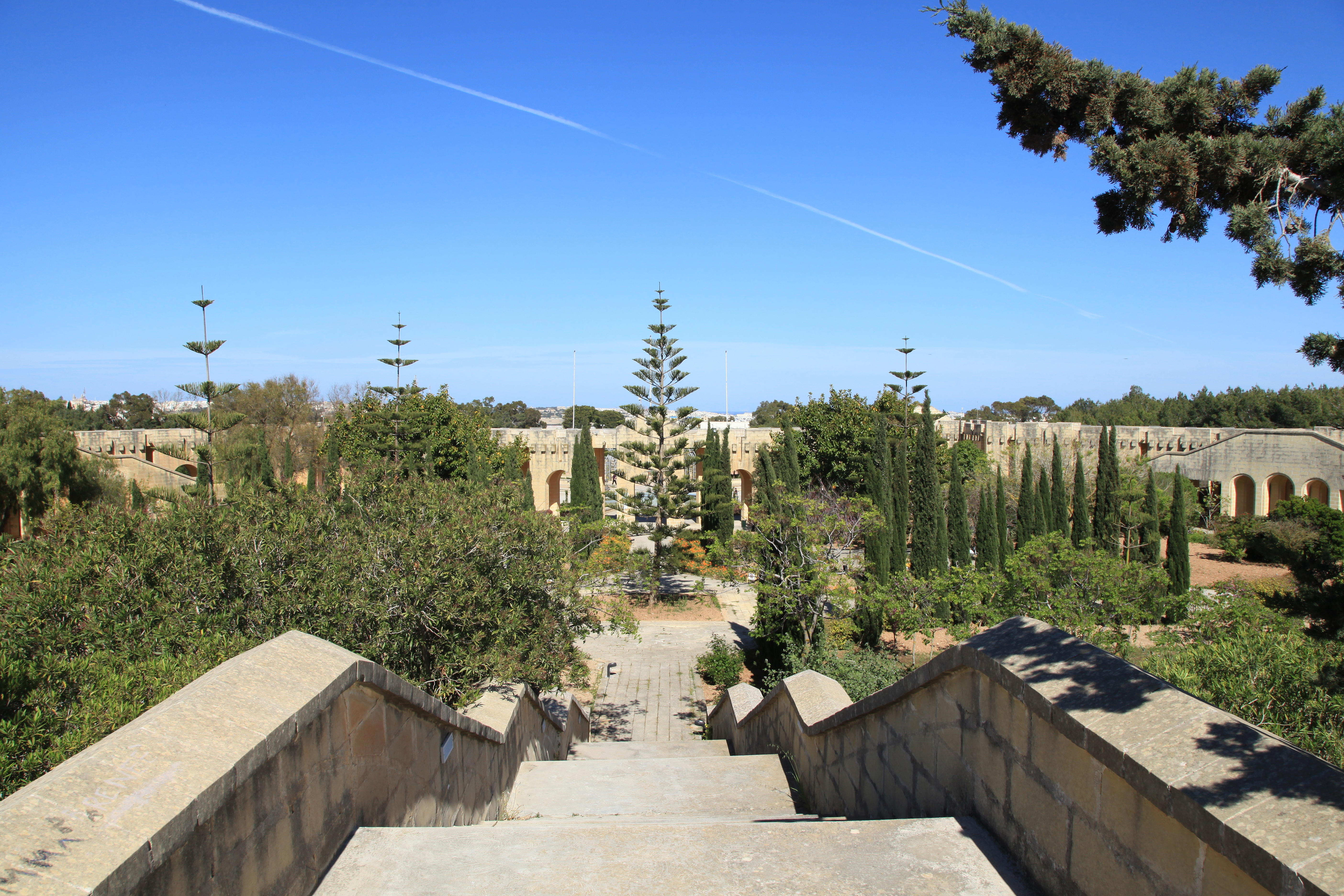
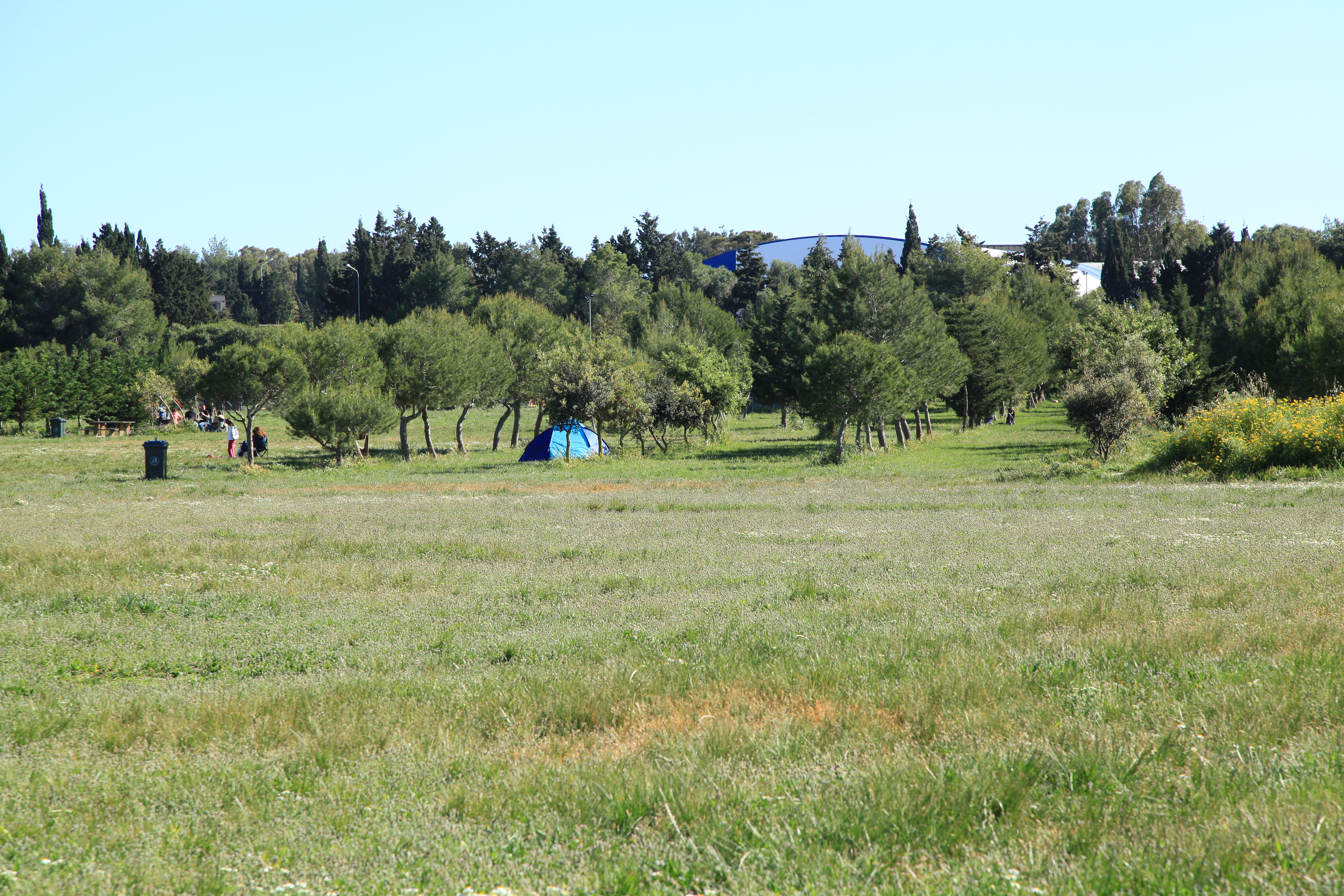
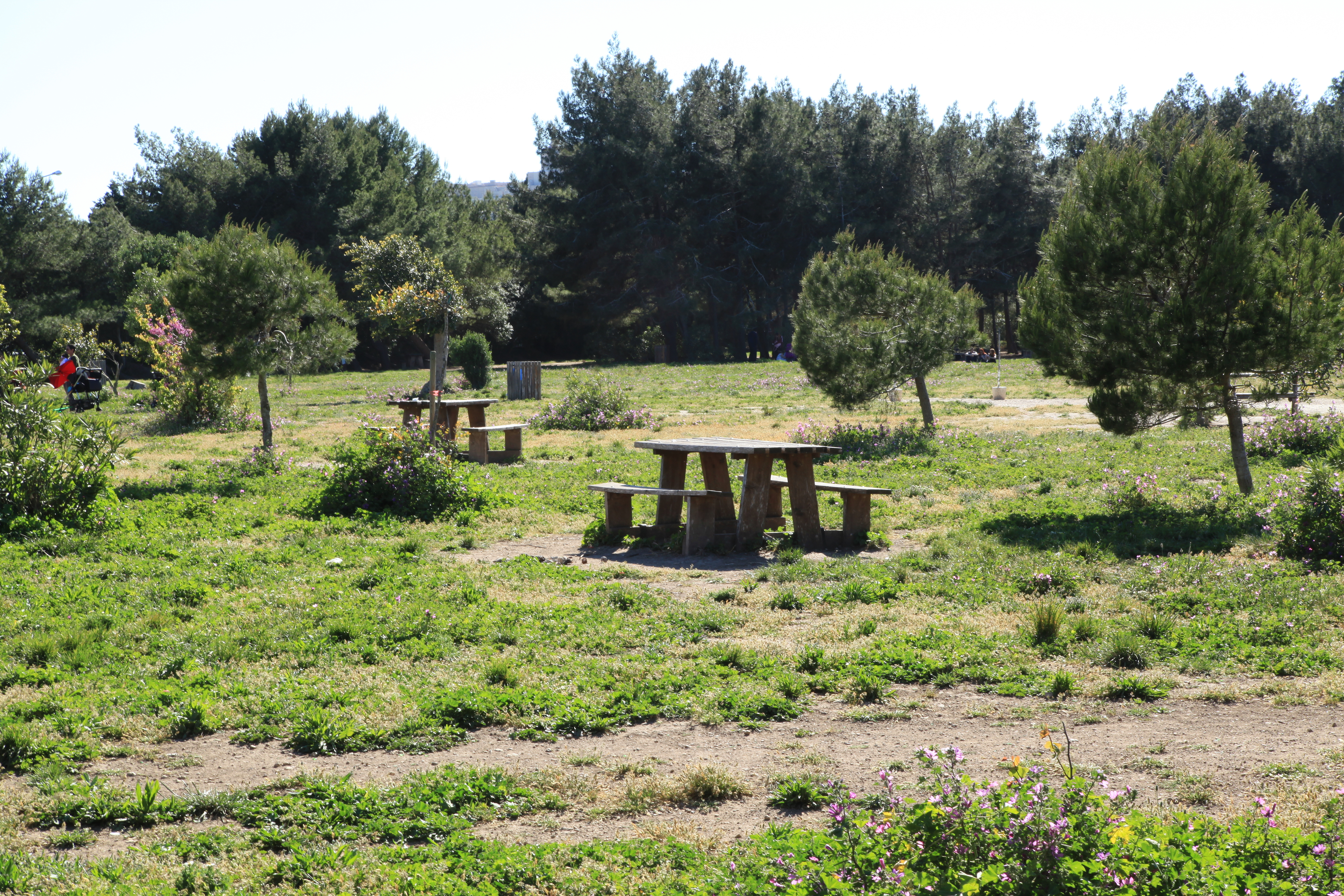
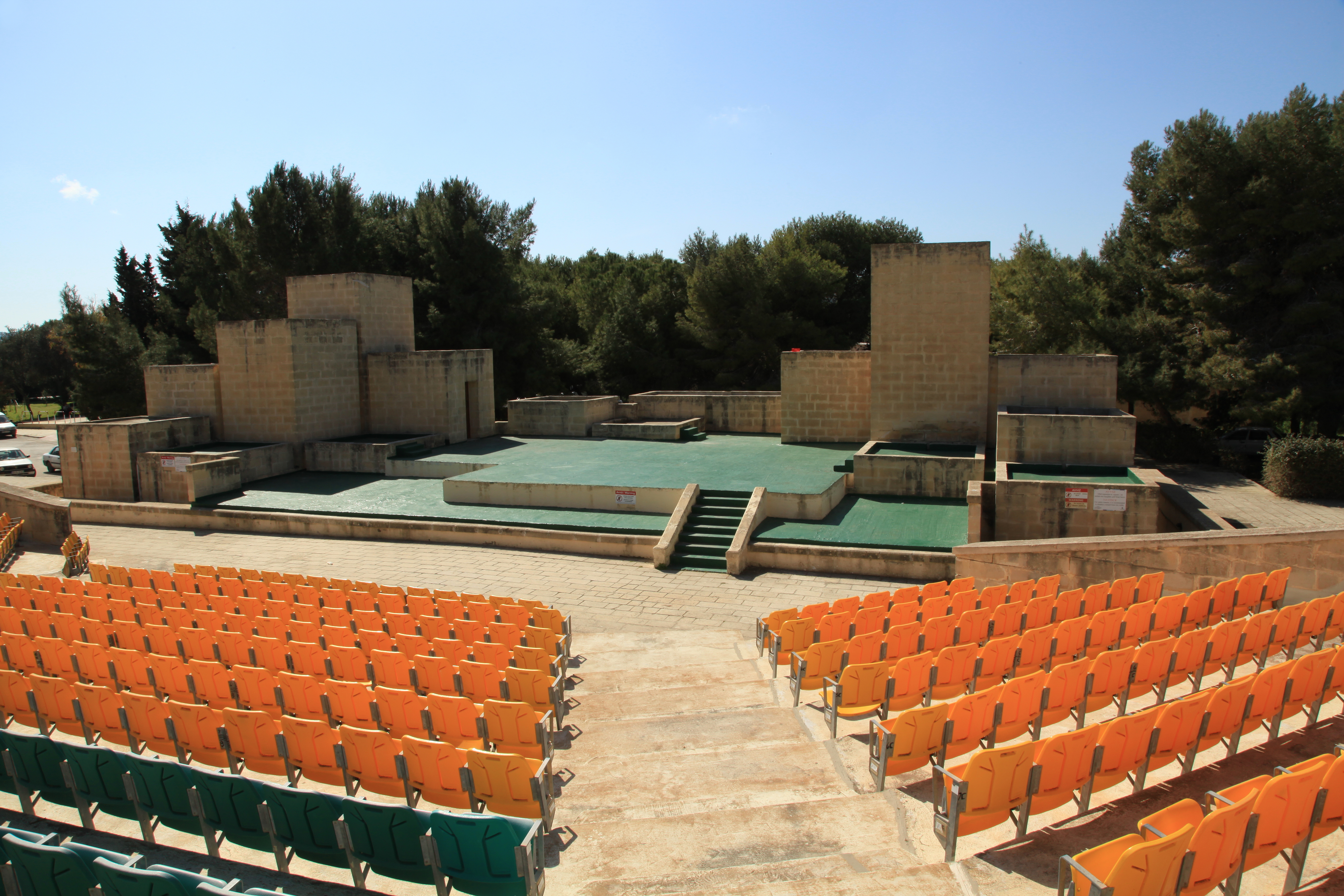
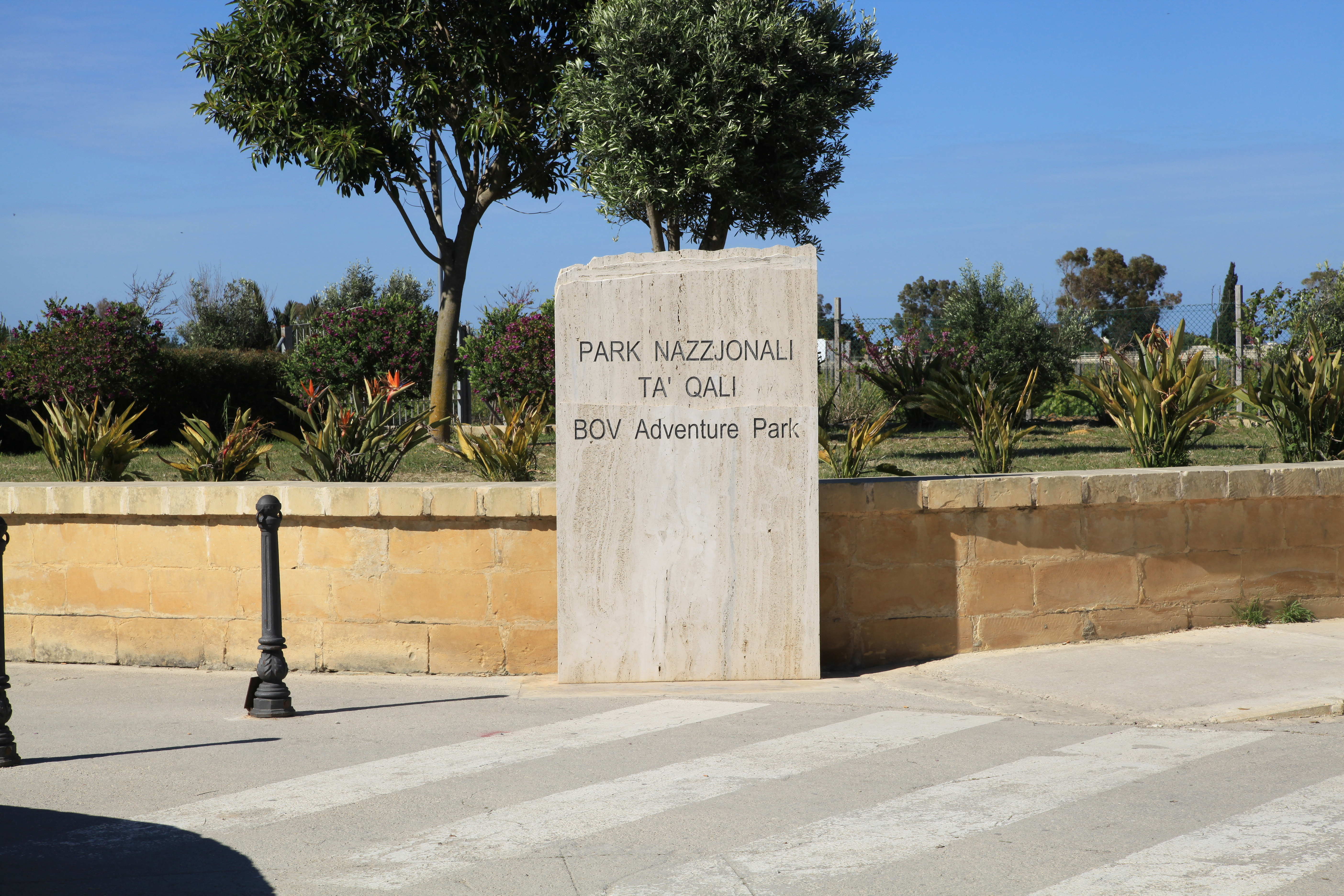
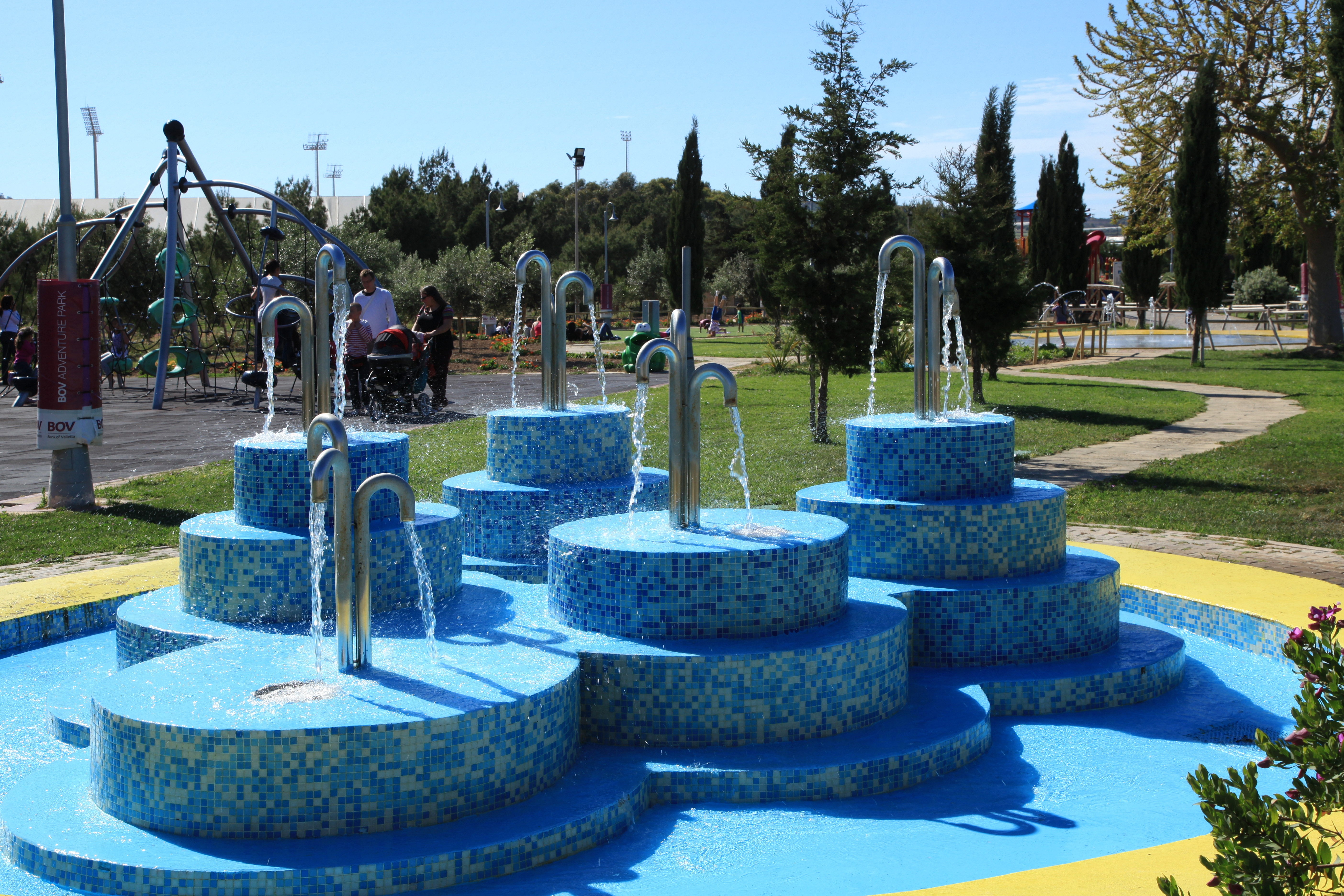
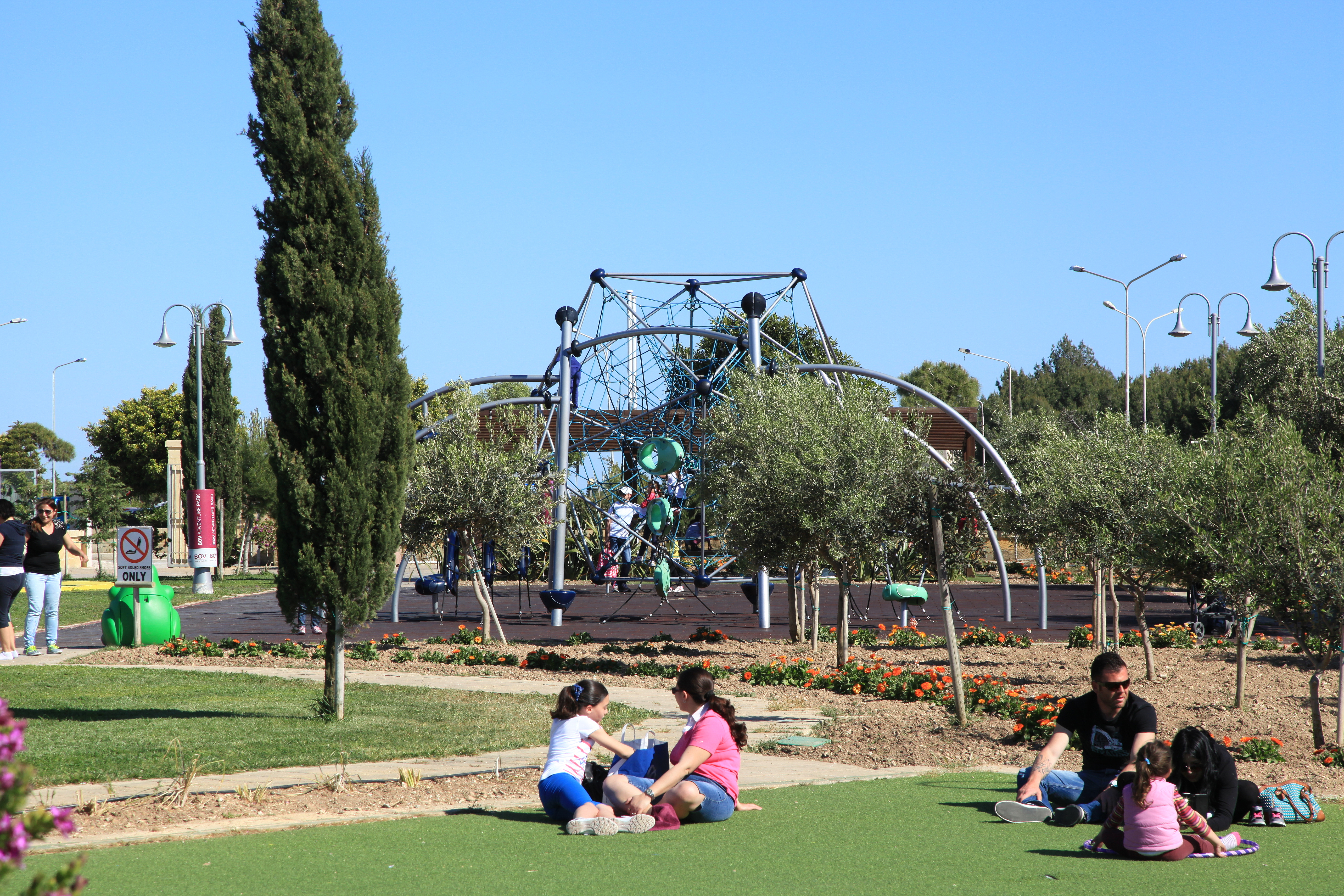
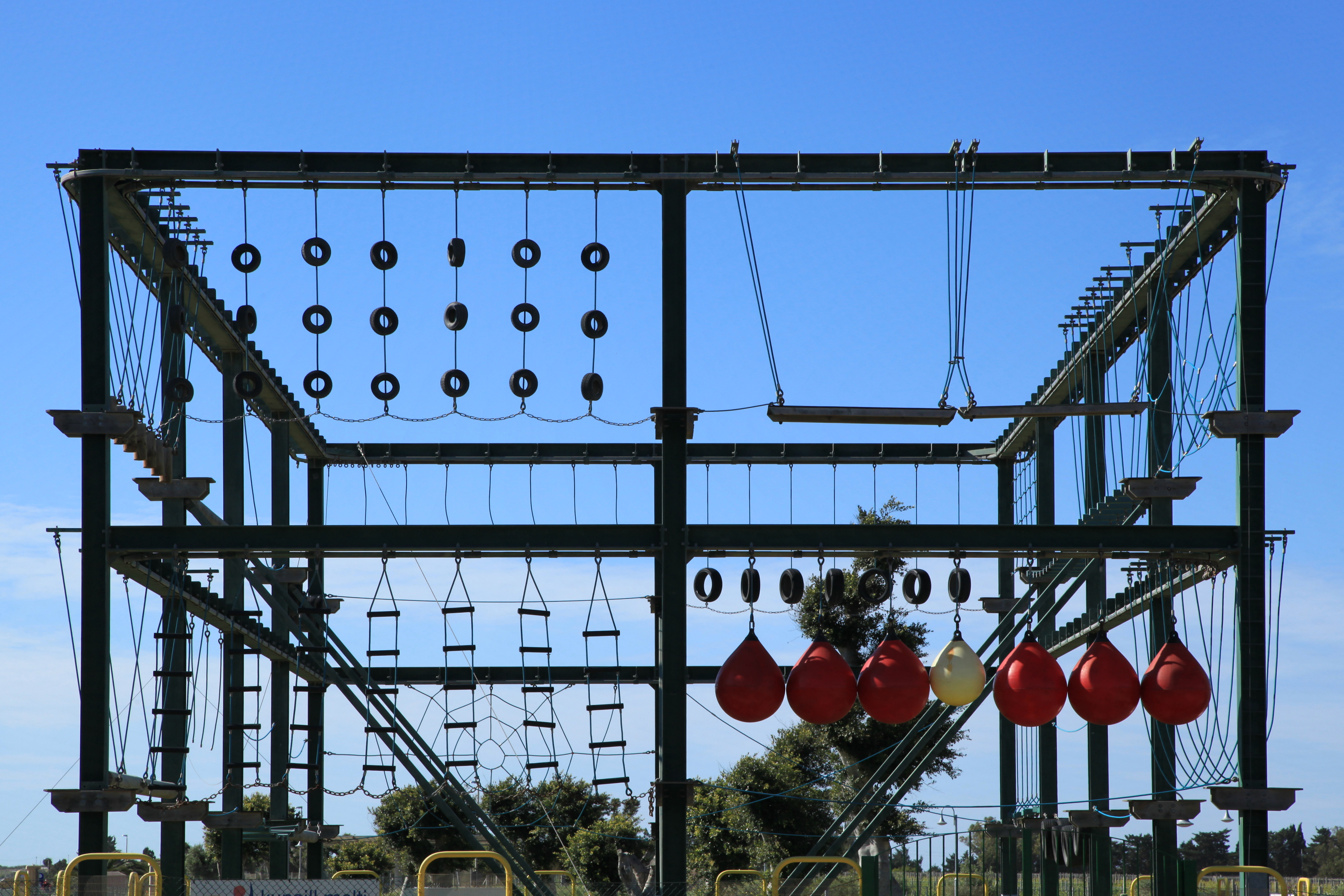